# Chiesa della Badìa Nuova
La chiesa di Maria Santissima del Soccorso è una chiesa barocca di Trapani, dedicata a Maria Santissima del Soccorso, sita in via Garibaldi.
Questa chiesa è comunemente chiamata Badia Nuova. La Chiesa è affidata all'Ordine Equestre del Santo Sepolcro di Gerusalemme - Luogotenenza Italia Sicilia, Delegazione di Trapani.

## Storia
È una delle più antiche della città, eretta dai Bizantini nel 536, allora di rito bizantino (dedicata a Santa Sofia). Fu riedificata nel 1461 insieme all'adiacente monastero di cui resta solo il portale, e ampliata intorno al 1640. L'altare risale al 1740. Restaurata dalla Sovrintendenza nel 1995.
Gli interni sono in marmi policromi. Contiene opere di Pietro Novelli, Geronimo Gerardi, Cristoforo Milanti, Andrea Carreca, Guglielmo Borremans, Giovanni Biagio Amico.

## Interno
Interno a navata unica, presenta un'abside quadrangolare e cinque altari tutti decorati con finissimi marmi, ad opera di Federico Siracusa su progetto di Giovanni Biagio Amico del 1747. Cantorie sostenute da coppie di figure in stucco sormontate da organi.

### Navata destra
- Prima campata: Cappella di San Domenico. Quadro raffigurante San Domenico, opera dell'artista Pietro Novelli.[6]
  - Nicchia con Santissimo Crocifisso sormontata da cantoria.
- Seconda campata: Cappella della Madonna del Soccorso. Altare della Madonna del Soccorso, ambiente progettato da Giovanni Biagio Amico nel 1740.

### Navata sinistra
- Prima campata: Cappella di Santa Catarina da Siena. Sulla sopraelevazione il quadro raffigurante l'Estasi Santa Caterina da Siena, opera di Andrea Carreca.[6]
  - Cantoria.
- Seconda campata: Cappella di Maria Santissima della Guida.

### Altare maggiore
L'ambiente fu perfezionato da Giovanni Biagio Amico nel 1746 con l'aggiunta di pilastri e un arco maggiore.

## Opere documentate
- 1647, Madonna del Rosario raffigurata con San Domenico e Santa Caterina da Siena, dipinto, opera di Geronimo Gerardi.[7]
- XVII secolo, San Tommaso d'Aquino, dipinto di Andrea Carreca.
- 1740, sull'altare maggiore è collocato il quadro raffigurante la Madonna del Rosario opera del pittore olandese Guglielmo Borremans.[3]
- ?, Immacolata Concezione, statua argentea, opera documentata.[1]

## Monastero
La struttura del monastero delle Suore domenicane di Santa Caterina da Siena è stata trasformata nel Palazzo delle finanze, che accoglie la Ragioneria territoriale dello Stato di Trapani e un ufficio distaccato dell'Agenzia delle Dogane e dei Monopoli.